# Corey Allen (cestista)
Corey Lamar Allen (Nashville, 31 marzo 1971) è un ex cestista statunitense, professionista in Europa e in Sudamerica.

## Palmarès
- Supercoppa italiana: 1

Varese: 1999